# Salutogenes
Salutogenes betyder hälsans ursprung (latin salus, hälsa och grekiska genesis, ursprung). Det salutogena perspektivet fokuserar på vilka faktorer som orsakar och vidmakthåller hälsa mer än vad som orsakar sjukdom (patogenes). 
Begreppet salutogenes myntades av Aaron Antonovsky (1923-1994), professor i medicinsk sociologi vid Ben Gurion University of the Negev, Beersheba, Israel. Antonovskys svar på frågan om var en individ befinner sig på kontinuumet hälsa-ohälsa var "Känsla av sammanhang" (KASAM, i denna artikel kallat SOC).

## Teori
Det salutogena perspektivet fokuserar på faktorer som orsakar och vidmakthåller hälsa. Motsatsen till salutogenes är patogenes, som försöker förklara varför människor blir sjuka. Ett viktigt begrepp som hör till den salutogena forskningen är känsla av sammanhang. Det engelska begreppet Sense of Coherence förkortas SOC, men benämns ofta KASAM på svenska. Begreppet myntades av Aaron Antonovsky. Antonovsky utgår från ett hälsoperspektiv som betraktar hälsa - sjukdom som en mångdimensionell företeelse, alltså att hälsa inte är ett ”antingen - eller”- tillstånd. 
Under sin livscykel måste människan genomgå olika kriser, konflikter och ställas inför olika problem som måste lösas. Vissa kan uppleva att de genomgår dessa prövningar i högre grad än andra. Antonovsky söker svar på frågan vad det är som gör att vissa människor klarar av livets motgångar utan att få ett sämre hälsotillstånd, medan andra människor inte undkommer motgångar med en god hälsa i behåll. Antonovskys salutogena modell menar att en människa i vissa fall till och med kan växa och vidareutvecklas ur de kriser som han eller hon genomgår.
Tanken om salutogenes uppkom när Antonovsky utförde en undersökning på en grupp israeliska kvinnor och hur dessa kvinnor upplevde klimakteriet. Han fann att de judiska kvinnor som överlevt nazismens  koncentrationsläger hade en förmåga att bevara sin hälsa trots alla de fasor som de hade genomlidit. Kvinnor som hade överlevt fysisk och mental tortyr i koncentrationslägren och sedan tvingats leva som flyktingar i främmande länder, ofta utan familjs eller vänners stöd fortfarande upplevde sig vara vid god hälsa var en intressant iakttagelse och Antonovsky presenterade den salutogena modellen för första gången i Health, Stress and Coping år 1979.            
Istället för att se till varför människor blir sjuka var Antonovsky mer intresserad samt nyfiken på vad som gör/håller en individ i ett frisk/hälsosamt tillstånd, trots alla typer av kriser man kan stöta på under en livstid. ”Varför klarar vissa människor att hantera stress och lidande bättre än andra?” var Antonovskys utgångspunkt, och utifrån den undersökte han hälsan hos två grupper med medelålders kvinnor. Den ena gruppen bestod av judiska kvinnor som suttit i koncentrationsläger och även upplevt tre krig i Israel, medan den andra gruppen var en ”kontrollgrupp” med helt annan bakgrund. Hans resultat visade att kvinnorna som överlevt både krig och fångenskap hade en relativt god fysisk och psykisk hälsa. Dessa kvinnor hade utvecklat känsla av sammanhang, byggt på deras hanterbarhet av yttre påfrestningar. Han menade vidare att ett visst typ av samspel mellan en individ och faktorer i hennes omgivning frambringar kontroll över situationer, och att det i sin tur skapar hälsa.      
Begriplighet, hanterbarhet samt meningsfullhet är tre övergripande termer som under sig innefattar 17 stärkande faktorer som både finns med från barndomen, men som även kan utvecklas senare.
Med begriplighet menar man att tillvaron är begriplig, att man som människa alltså kan förstå och sätta sig in i en situation. Man menar då även att det ska finnas en känsla av att ting som sker i livet är någorlunda förutsägbart, men även att man kan handskas med ting som är oförutsägbara och sedan förstå det i efterhand.
Med hanterbarhet handlar det om i vilken utsträckning man som individ känner att man kan bemöta de krav som ställs på oss i olika situationer och sammanhang, samt att hitta lösningar till dem så att vi kan undvika att känna oss som offer när någonting inträffar. Med andra ord kan man säga att trots kriser och traumatiska händelser sker så får man en förmåga att klara av att hantera dem. 
Slutligen har vi meningsfullhet, och i detta sammanhang handlar det då om delaktighet. Det är viktigt för individer att de får medverka i olika förbindelser som sedan ger oss erfarenheter. Meningsfullheten gör oss motiverade, vilket i sin tur resulterar i att människan går in med ett känslomässigt engagemang. I detta sammanhang innebär det även att det kan vara värt att handskas med problematik av olika slag för att det i sin tur ska ge utveckling. Det innebär att man i senare skede klarar av att möta svåra händelser och ha förmågan att kunna ta itu med dem med integriteten i behåll.       
En människa kan vara mer eller mindre sjuk och hans eller hennes tillstånd påverkas av olika faktorer på olika nivåer. Det salutogena perspektivet fokuserar kring tre grundläggande aspekter: problemlösning, generella motståndsresurser (GMR) och SOC.  GMR är biologiska, materiella och psykosociala faktorer som ger styrka att klara av hot och stressorer. Exempel på GMR kan vara socialt stöd, kunskap, intelligens, en stark jagkänsla osv. GMR leder till en stark SOC. En människa med en stark SOC är självständig och kapabel att framgångsrikt hantera krissituationer. 
Antonovsky anser att den mänskliga tillvaron är kantad av stressorer och att de flesta människor klarar sig relativt väl trots en hög stressbelastning. Dessutom menar Antonovsky att det inte räcker med att främja hälsa endast genom att undvika stress, utan människan måste lära sig hantera sin livssituation såväl i med- och motgångar och att göra det bästa av tillvaron. Tillvaron blir sammanhängande när den görs begriplig, hanterlig och meningsfull.

## Att mäta SOC
SOC är en beteckning på det instrument som Antonovsky utvecklade för att mäta en livshållning som kan öka motståndskraften vid stress och därmed vara en hälsofrämjande egenskap. Frågeformuläret består av 29 påståenden med svarsalternativ från 1 till 7 på varje påstående. Elva av påståendena handlar om begriplighet, tio om hanterbarhet och åtta om meningsfullhet. Det totala antalet poäng kan variera mellan 29 och 203. Ju högre poäng, desto starkare SOC. Lägre poäng än 130 antyder en riskabelt låg SOC och kännetecknar en individ som skulle kunna vara i behov av professionell hjälp.
Antonovsky klargjorde att han är medveten om att det finns andra sätt att mäta SOC och att man kan pröva denna modell på många olika sätt. Han ansåg att forskare måste använda flera metoder om de skall utveckla kunskapen kring salutogenes.